# Schweppenhausen
Schweppenhausen is een plaats in de Duitse deelstaat Rijnland-Palts, en maakt deel uit van de Landkreis Bad Kreuznach.
Schweppenhausen telt 886 inwoners.

## Bestuur
De plaats is een Ortsgemeinde en maakt deel uit van de Stromberg.